# Koninklijke Sporting Club Wiekevorst
Koninklijke Sporting Club Wiekevorst is een Belgische voetbalclub uit Wiekevorst. De club is aangesloten bij de KBVB met stamnummer 7034 en heeft geel en zwart als kleuren. De club sloot in 1967 aan bij de Voetbalbond, maar speelt al heel zijn bestaan in de provinciale reeksen.